# Cristiana Checchi
Cristiana Checchi (Vicenza, 8 luglio 1977) è un'ex pesista e discobola italiana.
Allenata da Aldo Pedron dal 7 febbraio 2006 fa parte del Gruppo Sportivo Forestale.
Nel 2003, per aver saltato un test antidoping, gli è stato tolto il titolo nazionale indoor da poco vinto.

## Palmarès
| Anno | Manifestazione          | Sede              | Evento         | Risultato | Misura  | Note                          |
| ---- | ----------------------- | ----------------- | -------------- | --------- | ------- | ----------------------------- |
| 2002 | Europei indoor          | Vienna            | Getto del peso | 7ª        | 17,36 m | Miglior prestazione personale |
| 2002 | Europei                 | Monaco di Baviera | Getto del peso | 14ª       | 15,81 m |                               |
| 2003 | Mondiali indoor         | Birmingham        | Getto del peso | 11ª       | 18,08 m |                               |
| 2004 | Mondiali indoor         | Budapest          | Getto del peso | 13ª       | 18,11 m |                               |
| 2005 | Giochi del Mediterraneo | Almería           | Getto del peso | Oro       | 18,59 m | Miglior prestazione personale |
| 2005 | Mondiali                | Helsinki          | Getto del peso | 22ª       | 16,67 m |                               |
| 2006 | Europei                 | Göteborg          | Getto del peso | 11ª       | 17,42 m |                               |

## Campionati nazionali
- 1 volta campionessa italiana indoor nel getto del peso (2001)[2]
- 2 volte campionessa italiana nel lancio del disco (2005, 2007)
- 1 volta campionessa italiana invernale nel lancio del disco (2007)

2000
- 4ª ai Campionati italiani assoluti, getto del peso - 15,07 m

2001
- Oro ai Campionati italiani assoluti indoor, getto del peso - 16,03 m

2002
- Argento ai Campionati italiani assoluti indoor, getto del peso - 17,08 m
- Argento ai Campionati italiani assoluti, getto del peso - 16,64 m
- 8ª ai Campionati italiani assoluti, lancio del disco - 48,96 m

2003
- Oro ai Campionati italiani assoluti indoor, getto del peso - 17,96 m[3]
- Argento ai Campionati italiani assoluti, getto del peso - 16,86 m

2004
- Argento ai Campionati italiani assoluti indoor, getto del peso - 17,09 m
- Bronzo ai Campionati italiani assoluti, getto del peso - 17,40 m

2005
- Bronzo ai Campionati italiani assoluti, getto del peso - 18,12 m
- Oro ai Campionati italiani assoluti, lancio del disco - 53,60 m

2006
- Argento ai Campionati italiani assoluti indoor, getto del peso - 16,81 m
- Bronzo ai Campionati italiani assoluti, getto del peso - 17,31 m
- Argento ai Campionati italiani assoluti, lancio del disco - 56,25 m

2007
- Bronzo ai Campionati italiani assoluti indoor, getto del peso - 16,93 m
- Oro ai Campionati italiani invernali di lanci, lancio del disco - 57,17 m
- Oro ai Campionati italiani assoluti, lancio del disco - 57,93 m

2008
- 4ª ai Campionati italiani assoluti indoor, getto del peso - 15,55 m
- Argento ai Campionati italiani invernali di lanci, lancio del disco - 55,36 m
- Bronzo ai Campionati italiani assoluti, lancio del disco - 53,33 m

2010
- Bronzo ai Campionati italiani assoluti, getto del peso - 15,38 m
- Bronzo ai Campionati italiani assoluti, lancio del disco - 49,88 m

2011
- 4ª ai Campionati italiani assoluti, lancio del disco - 51,16 m

## Altre competizioni internazionali
2001
- 8ª all'Coppa Europa invernale di lanci ( Nizza), getto del peso - 16,27 m

2002
- 5ª all'Coppa Europa invernale di lanci ( Pola), getto del peso - 17,20 m

2003
- Bronzo in Coppa Europa invernale di lanci ( Gioia Tauro), getto del peso - 17,91 m[4]

2004
- 8ª in Coppa Europa invernale di lanci ( Marsa), getto del peso - 16,72 m

2006
- 9ª in Coppa Europa invernale di lanci ( Tel Aviv), getto del peso - 17,01 m

2007
- 9ª in Coppa Europa invernale di lanci ( Jalta), lancio del disco - 56,33 m
- Argento in Coppa Europa (First League) ( Milano), lancio del disco - 59,74 m

2008
- 11ª in Coppa Europa invernale di lanci ( Spalato), lancio del disco - 55,00 m